# Леонтий (Карпович)

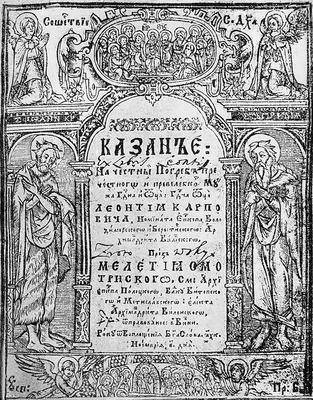
Похвала Смотрицкого Карповичу

Архимандрит Леонтий (в миру — Лонгин Фёдорович Карпович; 8 апреля 1580 (?), Пинский повет — 24 сентября 1620, Вильна) — архимандрит Киевской митрополии, западнорусский публицист и богослов.

## Биография
Родился в семье священника дворянского происхождения, учился в Остроге, где познакомился с Мелетием Смотрицким. Служил в Киево-Печерской лавре и Троицком монастыре в Вильне. После его передачи униатам в 1608 г. основал новую обитель при церкви Святого Духа. Одновременно он начал работать корректором в братской типографии, но за издание трудов Смотрицкого был арестован. По выходе из тюрьмы Леонтий стал архимандритом и главой школы при братстве. В 1620 г. он был выбран епископом во Владимир-Волынский, но умер ещё до хиротонии.
Леонтий считался образованным человеком, знал несколько языков, включая польский, греческий и латынь. Он оставил значительное литературное наследие — проповеди на Преображение, Успение, в воскресенье перед Рождеством, послания на Афон и во Львов, надгробное слово Василию Голицыну, предисловия к трудам монаха Фикария и Иоанна Златоуста. На смерть самого Леонтия Смотрицкий написал поэму.
Архимандрит Леонид (Кавелин) в конце XIX века засвидетельствовал почитание Леонтия как местночтимого святого. В 2011 г. публициста канонизировал Белорусский экзархат.